# Phorbia vitripenis
Phorbia vitripenis este o specie de muște din genul Phorbia, familia Anthomyiidae, descrisă de Fan în anul 1986.
Este endemică în Sichuan. Conform Catalogue of Life specia Phorbia vitripenis nu are subspecii cunoscute.